# Толстоухово (Старицький район)
Толстоухово (рос. Толстоухово) — присілок в Старицькому районі Тверської області Російської Федерації.
Населення становить 23 особи. Входить до складу муніципального утворення Ново-Ямське сільське поселення.

## Історія
Від 2005 року входить до складу муніципального утворення Ново-Ямське сільське поселення. Раніше населений пункт належав до Орловського сільського округу.

## Населення
| 2008 | 2010 |
| ---- | ---- |
| 33   | ↘23  |